# Martirio de Policarpo
El Martirio de Policarpo, joya de la primitiva literatura cristiana, describe la ejecución de Policarpo, obispo de Esmirna, en el año 156. Se trata de un texto en formato de Epístola, enviado a nombre colectivo por Iglesia de Esmirna a la comunidad cristiana de Filomelio. La importancia histórica del texto radica en que se trata del primer testimonio completo de un martirio: narra la situación previa a la persecución, el arresto del mártir, el proceso judicial, la condena, la actitud heroica durante ejecución de la pena, y el destino de las reliquias.

## El destino de las reliquias
Cuestión de importancia para los seguidores del mártir era darle cristiana sepultura, para poder celebrar anualmente el aniversario de su pasión.
«De este modo, por lo menos, pudimos nosotros más adelante recoger los huesos del mártir, más preciosos que piedras de valor y más estimados que oro puro, los que depositamos en lugar conveniente. Allí, según nos fuere posible, reunidos en júbilo y alegría, nos concederá el Señor celebrar el natalicio del martirio de Policarpo, para memoria de los que acabaron ya su combate, y ejercicio y preparación de los que tienen aún que combatir».

## Tradición textual
El relato del «supremo testimonio» de Policarpo llega a nuestros días por dos caminos:
1. Eusebio de Cesarea en parte lo transcribe y en parte lo resume dentro de su voluminosa Historia Ecclesiastica.
2. El pseudo-Pionio lo adjunta como apéndice de su Vita Polycarpi.